# Maikópskoie
Maikópskoie - Майкопское (rus) - és un poble del krai de Krasnodar, a Rússia. És a 3 km al nord-est de Gulkévitxi i a 140 km al nord-est de Krasnodar.
Pertany a la ciutat de Gulkévitxi.